# チャールズ・シブリー
チャールズ・シブリー（Charles Gald Sibley, 1917年8月7日 - 1998年4月12日）はアメリカ合衆国の鳥類学者、分子生物学者。鳥類の科学的分類法に多大な影響を与えた。彼の行った業績により、現代鳥類の、進化の歴史に対する理解は実質的に書き換わった。
シブリーの分類法は鳥類学団体の採用する分類法に大きな影響を与えている。特にアメリカ鳥学会への影響は大きい。
鳥の画家として著明なデヴィッド・シブリーとは関係がない。

## 生涯と業績
カルフォルニアで教育を受ける。第二次世界大戦中はソロモン諸島で人生最初のフィールドワークを行った。合衆国に戻ってからはコーネル大学の鳥類学研究室の責任者に、後にイェール大学のピーボディ博物館館長、サンフランシスコ州立大学教授さらに学部長となった。
シブリーの興味はハイブリダイゼーションからその生物の進化と分類法との関連性へ、1960年代には血液プロテインの分子研究、卵白プロテインの電気泳動へと進んでいった。
1970年代初頭、シブリーはDNA-DNAハイブリダイゼーションに関する先駆的な研究を始めた。その目的は現代の鳥類の類縁関係に関する究極的な真実を見つけることだった。しかしこの研究は始めの頃は大きな論争を引き起こすものであり、同僚の間でも「蝦蟇の油」的なセールストークと考えるものから、聖書のようにみなすものまで評価は様々であった (Ahlquist 1999)。時間が経ち、研究手法が発達していくにつれ、科学者の間での意見は後者のものに近づいていったが、状況はいかなる意味でも明確かつ単純なものではない。シブリーの出した結果のうち、例えば、新顎下綱のうち他のものと違ってキジ目と水鳥に強い関連があるということについては検証がなされている。一方、コウノトリ目に様々なグループを入れたことについては間違いが多いということが知られている。
シブリーは次第にアメリカの同僚たちと疎遠になり、海外の研究者と広く付き合うようになっていた。ところが、1980年代中頃から後期にかけてシブリーの続けていた仕事によって流行が転換する。DNA分析の光によって修正された鳥類系統学は、1986年から1993にかけて様々な媒体で出版され、大きな議論を引き起こし、かつ影響力の強いものとなった。
1990年、シブリーは国際鳥学会の会長に選ばれた。彼のランドマーク的な論文、"Phylogeny and Classification of Birds"（ジョン・アールクィストと共著）と"Distribution and Taxonomy of Birds of the World"（バート・モンロー (Burt Monroe) と共著）は鳥類学の中で最も引用されている論文である。前者では影響力の強いシブリー＝アールクィスト鳥類分類が詳述されている。

## 毒舌
1970年代の間、シブリーは鳥類学グループの間で大きく意見の分かれる人物であった。これは職業上のものだけでなく人格的な理由もあった。友人のリチャード・ショッデ (Richard Schodde) はEmu誌のシブリー訃報記事の中でこうコメントしている。
……（シブリーは）主張を持った反逆児だった。議論においては全てを押し流し、矛盾に我慢することができなかった。批判者は悪口を言う誘惑にかられたし、かっとなったシブリーがその真似を手ひどくやることもあった。手短に言って、ほとんどの人間に対してすぐに寛大になることはなかったし、他の人が言うように、大学での友人も少なかった。……わたしは彼が、自分をやり込めようとしてる人物に対してさえも悪意や復讐心を出すところを見たことがない。彼は上品で洗練された人物ではなかったが、鳥類系統の「大きな図」を心に抱き、自分の主張の正しさと揺るぎない知性を信じた、ビッグで率直なヤンキーだった。(Schodde 2000)
個性が衝突を起こすという理由もあってか、シブリーが他の科学者と長期に渡って共同研究をしたことは、ジョン・アールクィストという有名な例外を除いて、ほとんどない。しかしながら、シブリーは他人に自分の研究の鍵となるに血液や細胞、卵白のサンプルを提供してもらうよう説得するのに長けていた。(Ahlquist 1999, p. 856)

## 参照
- Ahlquist, Jon E., 1999: Charles G. Sibley: A commentary on 30 years of collaboration. The Auk, vol. 116, no. 3 (July 1999). PDFまたはDjVu版はこの号の目次からダウンロードできる。
- Schodde, Richard (2000): Obituary: Charles G. Sibley, 1911-1998. Emu 100(1): 75-76. doi:10.1071/MU00903